# المرجعية الدينية العليا عند الشيعة الإمامية
المرجعية الدينية العليا عند الشيعة الإمامية، تأليف: الدكتور جودت القزويني أحد ثلاثة كتب صدرت لهذا المؤرخ العراقي، تتناول قضايا المرجعية الدينية الشيعية.

## نبذة عن الكتاب
يتناول هذا الكتاب التطور التاريخي للمرجعية الدينية الشيعية الإثني عشرية في جانبيها العلمي والسياسي ابتداء من القرن الرابع الهجري (العاشر الميلادي)، أو ما يسمى بمرحلة ما بعد الغيبة الكبرى وحتى العصر الحالي.
ويعرض فيه المؤلف المحطات المتعلقة بتاريخ الشيعة، مثل نشوء الحوزات العلمية في بغداد والحلة وجبل عامل والنجف وقم.

## الطبعة الأولى
طبع هذا الكتاب في 438 صفحة من القطع الكبير في لبنان (دار الرافدين) عام 2005م.